# Apărarea Republicii San Marino
În San Marino nu există serviciu militar obligatoriu: armata, care numără 1.000 de soldați, este formtă exclusiv din voluntari. Însă, dacă statul este în pericol, fiecare locuitor de sex bărbătesc, între 16 și 55 de ani, este obligat să îl apere cu arma în mână. Din 1862, statul se află sub protecția militară suplimentară a Italiei. Puterile străine au reușt să ocupe San Marino doar în două ocazii. În 1503, statul minuscul a intrat pentru scurt timp sub controlul prințului Romanganei, Cesare Borgia. În schimb, în 1943, granițele statului au fost trecute de  agresorul german. După război, San Marino a primit numele de Republica Roșie, datorită perioadei îndelungate în care au dominat guvernele de stânga.